# Certamen Equestre

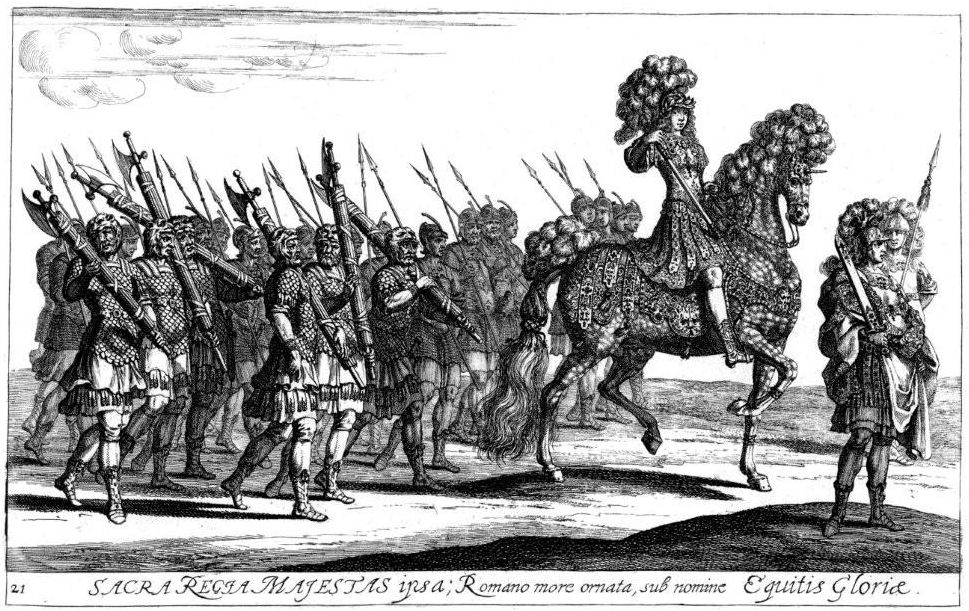
Karl XI som Ärans Riddare på väg till Beridarebanan

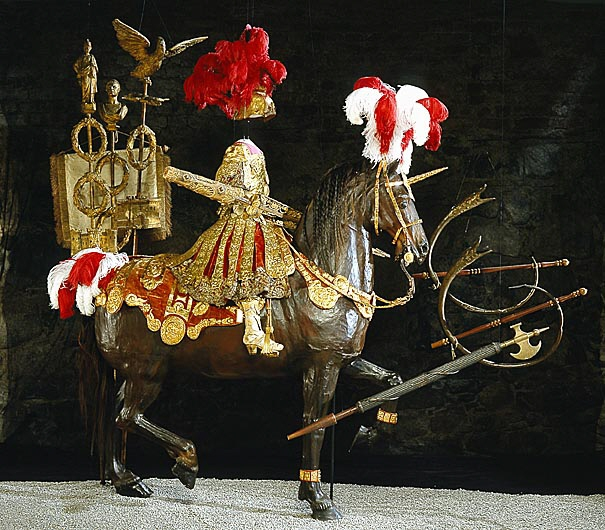
Karl XI:s dräkt som Ärans Riddare finns idag på Livrustkammaren

Certamen Equestre (ungefär: 'Ridderlig kamp') är en samling av 62 etsningar utförda av Georg Christoph Eimmart i Nürnberg efter teckningar av David Klöcker Ehrenstrahl och publicerad 1686.
Verket utgavs till minne av Karl XI:s trontillträde 1672. År 2005 utgavs verket i faksimil med kommentarer av historikern Jonas Nordin.

## Procession och tornerspel
Karl XI:s trontillträde firades med stora festligheter. Mest uppmärksammat var ”karusellen”, Certamen equestre, med en procession från kungliga slottet till beridarebanan som låg intill nuvarande Hötorget. Deltagarna i processionen var uppdelade i fyra kadriljer. Den första var klädd i romerska dräkter anförd av Karl XI, ”Ärans riddare”, i rustning som en romersk fältherre. Rustningar, hjälmar, schabrak till hästarna, allt var påkostat och praktfullt. Rikets högsta militära och civila dignitärer medverkade. På kvällen följde en tävling i ringränning.